# كارلا بلاي
كارلا بلاي (بالإنجليزية: Carla Bley)‏ (و. 1936  م) هي ملحنة، وموزعة (موسيقى)، وعازفة الجاز، وعازفة بيانو، وعازفة ساكسفون أمريكية، وهي عضوةٌ في الأكاديمية الأمريكية للفنون والعلوم.

## جوائز
حصلت على جوائز منها:
- زمالة غوغنهايم.

## روابط خارجية
- كارلا بلاي على موقع IMDb (الإنجليزية)
- كارلا بلاي على موقع ميوزك برينز (الإنجليزية)
- كارلا بلاي على موقع إن إن دي بي (الإنجليزية)
- كارلا بلاي على موقع أول ميوزيك (الإنجليزية)
- كارلا بلاي على موقع ديسكوغز (الإنجليزية)